# Хари Улрих
Хари Улрих ІІІ (на английски: Henry G. „Harry“ Ulrich III) е американски морски офицер, адмирал, командващ Обединените сили на НАТО в Неапол, Италия, и ВМС на САЩ в Европа от 23 май 2003 до 30 ноември 2007 година.
По негова покана, през май 2007 година, на борда на самолетоносача „Ентърпрайз“ гостуват българският министър на отбраната Веселин Близнаков, началникът на Генералния Щаб на Българската Армия генерал Никола Колев и много журналисти.